# Памяти павших (мемориал)
Братский мемориал «Памяти павших» — мемориал в городе Кириши (Ленинградская область). Расположен в парке Победы близ западного въезда в город. Объект культурного наследия России регионального значения.

## История
Мемориальный комплекс представляет собой братскую могилу, которая впоследствии была превращена в памятное место в честь защитников Ленинграда, павших в боях на Киришском плацдарме. Мемориал был сооружен на том месте, где проходил передний край обороны города. В братской могиле захоронено 4586 человек; на мемориальных досках, установленных в составе комплекса, выбиты имена 9244 человек.
Мемориал открыт 9 мая 1970 года, к 25-летнему юбилею победы в Великой Отечественной войне. Вечный огонь был зажжен от Вечного огня Пискарёвского мемориала. В создании мемориала участвовали многие жители Киришей: разработкой проекта и строительством занимались предприятия города, облагораживанием территории — школьники и пенсионеры. Автор проекта памятника — главный архитектор города И. Н. Доркин.

## Описание
Мемориал включает в себя комплекс братских могил, в центре которого горит Вечный огонь. Здесь же установлены мраморные плиты со строками из поэмы Роберта Рождественского «Реквием» («Помните»). Около Вечного огня расположена плита с текстом:
«Вечная слава героям! Бессмертные гимны, прощальные гимны над бессонной планетой плывут величаво»
По бокам расположены две плиты со строками: «Не плачьте! В горле сдержите стоны, горькие стоны. Памяти павших будьте достойны! Вечно достойны!» и «Люди! Покуда сердца стучатся, помните! Какою ценой завоевано счастье, помните!»
По периметру комплекса установлены плиты, на которых выбиты имена погибших на этом рубеже бойцов. По краям центральной площадки установлено пять стел в виде схематически изображённых знамён, склонённых над павшими воинами, на узкой стороне которых также выбиты имена погибших.
У северо-западного входа на территорию мемориала в 1973 году была установлена памятная стена с барельефным изображением лиц солдат, стоящих в шеренгах. Также на стене указаны годы Великой Отечественной войны и помещён текст:
«Он пал, наш товарищ, но бывшее рядом бессмертие встало над ним»
В дальнейшем на территории мемориала были также установлены памятные знаки «Памяти погибших в Афганистане и Чечне» (в 2001 году) и «Памяти жертв радиационных аварий и катастроф» (в 2017 году).